# 말로우 (1969년 영화)
말로우(Marlowe)는 미국에서 제작된 폴 보가트 감독의 1969년 미스터리, 범죄, 드라마 영화이다. 제임스 가너 등이 주연으로 출연하였고 시드니 베커먼 등이 제작에 참여하였다.

## 출연

### 주연
- 제임스 가너
- 게일 허니컷

### 조연
- 캐럴 오코너
- 리타 모레노
- 샤론 패럴
- 윌리엄 다니엘스
- H.M. 와이넌트
- 잭키 쿠건
- 케네스 토비
- 이소룡
- 크리스토퍼 캐리
- 조지 타인
- 코린 카마초
- 폴 스티븐스
- 로저 뉴먼
- 리드 모건
- 마크 알렌
- 애너 리 캐롤
- 디 캐롤
- 앤거스 던컨
- 네이트 애스폼스
- 워런 피너티
- 그레타 가르보
- 호크 호웰
- 니콜 자페
- 폴 미케일
- 톰 먼로
- 바틀렛 로빈슨
- 쳇 스트라톤
- 제이슨 윙그린

## 제작진
- 원작자: 레이먼드 챈들러
- 세트: 헨리 그레이스
- 세트: 휴 헌트
- 의상: 제임스 테일러